# Moghania
Moghania là một chi thực vật có hoa trong họ Đậu.